# Ettore Maria Mazzola
Ettore Maria Mazzola (Barletta, 17 luglio 1965) è un architetto, urbanista e restauratore italiano.

## Biografia
Laureatosi nel 1992 in architettura e restauro all'Università di Roma "La Sapienza", consegue l'anno successivo il titolo di architetto all'Università Federico II di Napoli. È stato assistente di Gianfranco Moneta e Paolo Portoghesi, e ha lavorato a numerosi progetti in Italia e all'estero.
È docente presso l'University of Notre Dame - Rome Studies Program.
Vive e lavora a Roma.

## Pubblicazioni
- Sergio Bruno; Stefano Piperno, La Chiesa e l’ex Collegio di Sant'Anna degli Scolopi in Città della Pieve, Archivum Scholarum Piarum, giugno 1995.
- Samir Younés (a cura di), A scopo di propaganda e per rispetto degli altri – The Aims of Propaganda and the Respect for Others, in Ara Pacis, Contro Progetti – Counter Projects, Firenze, Editrice Alinea, aprile 2002.
- Samir Younés, Arpino. Un nuovo borgo, Firenze, Editrice Alinea, febbraio 2003, ISBN 88-8125-668-1.
- Contro storia dell’architettura moderna, Roma 1900-1940 - A Counter History of Modern Architecture, Rome 1900-1940, edizione bilingue, Firenze, Alinea Editrice, 2004, ISBN 978-88-8125-876-5.
- Artena. L'integrità urbana ritrovata, Roma, Gangemi Editore, 2004, ISBN 88-492-0578-3.
- Samir Younès, Como. La modernità della tradizione, Roma, Gangemi Editore, 2003, ISBN 88-492-0467-1.
- Barletta. La "disfida" urbana - mare, centro e periferia, Roma, Gangemi Editore, 2005, ISBN 88-492-0708-5.
- Samir Younès (a cura di), San Giorgio a Liri, Roma, Gangemi Editore, 2005, ISBN 88-492-0870-7.
- Architettura e urbanistica - Architecture and Town Planning, edizione bilingue, Roma, Gangemi Editore, 2006, ISBN 88-492-0983-5.
- Verso un'architettura sostenibile - Toward sustainable architecture, edizione bilingue, Roma, Gangemi Editore, 2007, ISBN 88-492-1208-9.
- La città sostenibile è possibile - The sustainable city is possible, edizione bilingue, Roma, Gangemi Editore, 2010, ISBN 88-492-1864-8.
- Architettura e Genetica - Cosa Insegnare. Gli equivoci e i pregiudizi ancorati al concetto di “modernità”, Roma, Simmetria Editore, 2012.
- Noi per lo ZEN. Progetto di rigenerazione Urbana del Quartiere San Filippo Neri (ex ZEN) di Palermo - Renewal of the San Filippo Neri Neighborhood (ex ZEN) of Palermo. Prefazione di Rob Krier, edizione bilingue, Roma, GEDI Gruppo Editoriale, 2017, ISBN 978-88-923-3664-3.
- Rigenerazione Urbana (Urban Regeneration), prefazione di Rob Krier, Collana Polis, Roma, Vertigo Edizioni, 2021, ISBN 88-620-6835-2.